# カプースチン・ヤール
カプースチン・ヤール (カプスチン・ヤール、ロシア語: Капу́стин Яр, Kapustin Yar）はロシア南部のアストラハン州北西部にある、ロケットやミサイルの開発基地・打ち上げ基地。ヴォルゴグラード市とアストラハン市の中間に位置する。その中心となるのは閉鎖都市ズナメンスク（ロシア語: Знаменск, Znamensk, 1992年までの名称は「カプースチン・ヤール1」）であり、その近くには名の由来となったカプースチン・ヤールの村もある。試験場の広さは650平方キロメートルにおよび、その大部分はロシア領内にあるが、一部はカザフスタンのアティラウ州や西カザフスタン州にまたがる。
ソビエト連邦時代の1946年より開発が始められ、建設当初は第二次世界大戦の敗戦国ドイツからの技術、資材、科学的知識も動員された。ソ連軍および後のロシア軍の試験用ロケット、人工衛星、観測ロケットの打ち上げの多くがここで実施されているほか、1957年から1961年にかけては上空で核実験も行われている。
現在の正式名称は、「ロシア連邦第4州立中央部門間試験場（4 GTsMP）、4-й Государственный центральный межвидовой полигон Российской Федерации (4 ГЦМП)」

## 歴史
1946年5月13日にソ連政府が布告した「ジェット推進兵器について」（On Questions of Jet Propelled Weapons）に基づき弾道ミサイルの試験場の選定が始まり、アストラハン州北端のカプースチン・ヤール村の周辺の荒野が第4ミサイル試験場「カプースチン・ヤール」となることが決定した。ソ連軍のヴァシーリー・ヴォズニューク砲兵大将（1946年から1973年まで試験場の長も務めた）により建設が指揮され、1947年10月18日には最初のロケット打ち上げが行われた。この時のロケットは、ソ連がナチス・ドイツから鹵獲したA-4ロケット（V2ロケット）のうちの1機であった。1948年末よりセルゲイ・コロリョフのチームによる打ち上げ施設の建設も始まり、やがて多くのミサイルやロケットがここで試験された。

最初はテントなどが立ち並んでいた試験場は、やがて街へと成長し、1962年には試験関係者や科学者とその家族の街である閉鎖都市カプースチン・ヤール1が市となっているが、当時は地図に一切記載されなかった。さらに1966年以降（1988年から1998年の中断を挟む）は宇宙船の打ち上げを行う宇宙基地の機能も果たすようになった。
西側各国は、カプースチン・ヤールの重要性を、ソ連抑留から帰国したドイツ人科学者からの聞き取り調査や偵察機による偵察で知るようになった。西側によるカプースチン・ヤール上空へのスパイ飛行は、1953年中頃にイギリス空軍の高高度偵察機キャンベラにより実施されたとみられる。ソ連側はMiG-15で迎撃したものの高高度を飛ぶキャンベラに手出しできなかったが、カプースチン・ヤール上空で撮影に入ったキャンベラをMiG-15が射撃しキャンベラは軽く損傷したという。イギリス政府は偵察飛行の存在を否定している。カプースチン・ヤールは閉鎖された地域であり、新しい技術の秘密の実験が行われてきたことから、ソ連時代はたびたびUFOの目撃も噂され、「ロシアのロズウェル」の異名もとってきた。

### 核実験
1957年1月19日から1961年にかけては、高空での大気圏内核実験がカプースチン・ヤールで実施された。これは10キロトンから40キロトンの核弾頭を装備した対空ミサイルを打ち上げ、上空10キロメートル以上の標的を破壊するというものであった。1961年以降は、より大きな弾頭を積んだ弾道ミサイルをカプースチン・ヤールから打ち上げ、カザフスタンの上空100キロメートル以上で爆発させる実験も行われた。大気圏内・圏外での核実験や地下核実験の実施により、カザフスタン側では多くの健康被害が発生している。

### 打ち上げを行ったミサイルおよびロケット
- 1947年10月 - A-4 (V-2)
- 1947年10月18日 - 物品 T (V-2のコピー)
- 1952年1月 - S-25 ビェールクト
- 1948年10月10日 - R-1
- 1955年1月3日 - R-11FM
- 1955年1月20日 - R-5M
- 1956年2月2日 - R-5M（核弾頭装備）
- 1957年6月22日 - R-12
- 1959年3月 - R-13
- 1960年7月6日 - R-14 チュソヴァーヤ
- 1962年2月11日 - R-14U
- 1962年3月16日 - 11K63 コスモス衛星
- 1974年9月21日 - RT-21M RSD-10 ピオネール
- 1999年2月12日 - S-400
- 2011年3月3日 - S-400
- 2014年3月4日 - RT-2PM トーポリ
- 2014年5月20日 - RT-2PM トーポリ
- 2019年11月28日 - RT-2PM トーポリ

## 発射台
| 名称                  | 名称                            | 座標                                                            | 備考 |
| --------------------- | ------------------------------- | --------------------------------------------------------------- | --- |
| ブーリャ発射施設      | カプースチン・ヤール ブーリャ   | 北緯48度24分00秒 東経46度19分48秒 / 北緯48.4000度 東経46.3300度 | 建物類、環状の鉄道線、可動式の打ち上げ施設などが集中する。                                                        |
| エリア 84             | カプースチン・ヤール LC84       | 北緯48度33分00秒 東経46度15分00秒 / 北緯48.5500度 東経46.2500度 | Launch pads: 1. R-5, RT-15. R-5 Launch complex consisting of 3 pads.                                              |
| エリア 86             | カプースチン・ヤール LC86       | 北緯48度32分24秒 東経46度15分00秒 / 北緯48.5400度 東経46.2500度 | Launch pads: 4. Kosmos 11K63, Kosmos 63S1, Kosmos 63S1M, R-31. Single launch complex consisting of 4 launch pads. |
| エリア 107            | カプースチン・ヤール LC107      | 北緯48度35分24秒 東経46度17分36秒 / 北緯48.5900度 東経46.2933度 | Launch pads: 2. Kosmos 11K65M, Kosmos 65MP, R-14. Single launch complex consisting of 2 launch pads.              |
| マヤーク 1 サイロ     | カプースチン・ヤール マヤーク 1 | 北緯48度33分00秒 東経46度15分00秒 / 北緯48.5500度 東経46.2500度 | Launch pads: 1. R-12.                                                                                             |
| マヤーク 2 サイロ     | カプースチン・ヤール マヤーク 2 | 北緯48度33分00秒 東経46度15分00秒 / 北緯48.5500度 東経46.2500度 | Launch pads: 1. Kosmos 63S1, R-12.                                                                                |
| ピオネール発射施設    | カプースチン・ヤール ピオネール | 北緯48度37分12秒 東経46度15分00秒 / 北緯48.6200度 東経46.2500度 | 鉄道のある発射施設                                                                                                |
| エリア 1              | カプースチン・ヤール PL1        | 北緯48度24分00秒 東経46度12分00秒 / 北緯48.4000度 東経46.2000度 | Launch pads: 1. R-12.                                                                                             |
| エリア 87             | カプースチン・ヤール PL87       | 北緯48度30分00秒 東経45度48分00秒 / 北緯48.5000度 東経45.8000度 | Launch pads: 1. RT-2.                                                                                             |
| R-1発射場             | カプースチン・ヤール R-1        | 北緯48度48分00秒 東経45度40分12秒 / 北緯48.8000度 東経45.6700度 | |
| R-11発射場            | カプースチン・ヤール R-11       | 北緯48度42分00秒 東経46度12分00秒 / 北緯48.7000度 東経46.2000度 | 海軍用ミサイル試験施設                                                                                            |
| R-14試作サイロ        | カプースチン・ヤール R-14       | 北緯48度30分36秒 東経46度15分36秒 / 北緯48.5100度 東経46.2600度 | |
| R-2発射場             | カプースチン・ヤール R-2        | 北緯48度46分48秒 東経45度42分00秒 / 北緯48.7800度 東経45.7000度 | |
| R-5初期型発射場       | カプースチン・ヤール R-5        | 北緯48度45分00秒 東経45度45分00秒 / 北緯48.7500度 東経45.7500度 | |
| SM-49潜水艦模擬試験場 | カプースチン・ヤール SM-49      | 北緯48度30分00秒 東経45度48分00秒 / 北緯48.5000度 東経45.8000度 | Launch pads: 1. R-11FM.                                                                                           |
| 観測ロケット発射場    | カプースチン・ヤール 観測       | 北緯48度42分00秒 東経46度12分00秒 / 北緯48.7000度 東経46.2000度 | |
| V-2発射場             | カプースチン・ヤール V-2        | 北緯48度33分00秒 東経45度49分12秒 / 北緯48.5500度 東経45.8200度 | 1946年にV-2ロケットを打ち上げた発射台。カプースチン・ヤール最初の発射施設                                         |
| 垂直発射台            | カプースチン・ヤール 垂直       | 北緯48度30分00秒 東経46度46分48秒 / 北緯48.5000度 東経46.7800度 | Launch pads: 1. Launch site for R-5 scientific launches, located well east of the primary military launch areas.  |

## 発射場管理者
- ヴァシーリー・ヴォズニューク（ロシア語版）砲兵大将（1946-1973年）
- ユーリー・ピチュギン（ロシア語版）中将（1973-1975年）
- パーヴェル・ジェグチャレンコ（ロシア語版）中将（1975-1981年）
- ニコライ・ロパーチン（ロシア語版）少将（1981-1983年）
- ニコライ・マジャルキン（ロシア語版）中将（1983-1991年）
- ヴャチェスラフ・トンキフ（ロシア語版）中将（1991-1997年）
- ヴァレリー・ユシチェンコ（ロシア語版）中将（1997-2000年）
- ニコライ・ペレヴォジンコフ（ロシア語版）中将（2000-2006年）
- ヴァレリー・マズロフ（ロシア語版）中将（2006-2010年）
- ミハイル・コロリョーフ（ロシア語版）少将（2010-2014年）
- レオニード・ミホラプ（ロシア語版）少将（2014-2017年）
- オレグ・キスロフ（ロシア語版）少将（2017-）

## その他
- ボストチヌイ宇宙基地
- バイコヌール宇宙基地
- プレセツク宇宙基地